# Kia Asamiya
Kia Asamiya (麻宮 騎亜?) nacido el 28 de enero de 1963 en la prefectura de Iwate Japón. Es un mangaka japonés que ha trabajado en una gran cantidad de géneros para diversas audiencias, especialmente en la década de los 90. 
Se le conoce especialmente por la presencia de influencias de la historieta, televisión y cine estadounidense en sus trabajos. Se describe a sí mismo como un gran fanático tanto de Batman como de Star Wars. Uno de los más ampliamente publicados, habiendo sido casi todas sus historias traducidas a otros idiomas, incluyendo el español e inglés. A la fecha, sus dos series manga más exitosas han sido Nadesico y Silent Möbius.

## Biografía
Antes de convertirse en un artista manga, Asamiya se graduó de la Escuela de diseño de Tokio, trabajó como diseñador de personajes para varias series de anime, y luego diseñó modelos para algunas de las últimas películas de Godzilla en los años 1980. En su carrera, utilizó otro seudónimo, Michitaka Kikuchi (菊地 通隆), y mantuvo sus dos identidades profesionales separadas por muchos años. Una gran cantidad de las series de anime en las que trabajó se hicieron muy populares tanto en Japón como en el exterior, siendo la más notable Sonic Soldier Borgman. Aún prestando más atención a su carrera como mangaka, Asamiya continuó diseñando personajes y haciendo sugerencias creativas para las series de anime basadas en sus historias, ocasionalmente bajo el nombre de Kikuchi.
Temprano en la década de 2000, Asamiya dio un giro en su trabajo conocido por las historias para adolescentes y jóvenes adultos pasando a diseñar para una audiencia infantil y estadounidense. Al comienzo, tomó a su hijo como motivación, pero más adelante, comenzó a tomar como modelo a sus superhéroes estadounidenses favoritos. En ese entonces, estuvo trabajando en proyectos para Image Comics, Marvel Comics, y DC Comics, además de desarrollar una adaptación manga para la película, "Star Wars: La amenaza del fantasma".
Como muchos artistas japoneses es bastante solitario, sin embargo Asamiya frecuentemente hace un esfuerzo para ser accesible a su fanaticada. Mantiene una página web con información acerca de su estudio, Studio TRON (llamado así por la película de Disney Tron). Además con frecuencia apoya a su Club de fan oficial enviándole noticias regularmente y artículos de edición limitada. A pesar de estas acciones, rechaza ser fotografiado en público, y mantiene el peculiar hábito de dibujarse así mismo con una anotación por rostro. Esto se ha convertido en un distintivo de sus libros en donde substituye la imagen del artista, con una elaborado y decorado rectángulo que lleva las palabras "Imprimiendo".

## Trabajos
- Shin Seiki Vagrants (1987)
- Silent Möbius (1988)
- GUnHED (1990)
- Compiler (1991)
- Assembler 0X (1992)
- Dark Angel (1992)
- Steam Detectives (1994)
- Kidou Senkan Nadesico (1997)
- Corrector Yui (1999)
- Star Wars: Episodio I - La amenaza fantasma adaptación manga (1999)
- Dark Angel: Phoenix Resurrection (2000)
- Batman: Child of Dreams (2000)
- Evil-kun (2001)
- Uncanny X-Men colorista (2002)
- Color-Pri! (2004)
- Junk - Record of Last Hero (2004)
- Aika ga Hashiru (2012)
- Zero Angel - Souheki no Datenshi (2016)

### Filmografía
- Sonic Soldier Borgman Serie de TV
- Hades Project Zeorymer Serie de TV
- Compiler (anime)
- Silent Möbius Serie de TV y películas
- Martian Successor Nadesico Serie de TV y películas
- Steam Detectives Serie de TV
- Corrector Yui Serie de TV
- Duplex Divine Videojuego